# Вівчарик брунатний
Вівча́рик брунатний (Phylloscopus umbrovirens) — вид горобцеподібних птахів родини вівчарикових (Phylloscopidae). Мешкає в Центральній і Східній Африці, а також на південному сході Аравійського півострова. Виділяють низку підвидів.

## Підвиди
Виділяють дев'ять підвидів:
- P. u. yemenensis (Ogilvie-Grant, 1913) — південний захід Саудівської Аравії та захід Ємену;
- P. u. williamsi Clancey, 1956 — північ центрального Сомалі;
- P. u. umbrovirens (Rüppell, 1840) — Еритрея, північна і центральна Ефіопія, північно-західне Сомалі;
- P. u. omoensis (Neumann, 1905) — західна і південна Ефіопія;
- P. u. mackenzianus (Sharpe, 1892) — південний схід Південного Судану, північна і західна Уганда, центральна Кенія;
- P. u. wilhelmi (Gyldenstolpe, 1922) — схід ДР Конго, південний захід Уганди, Руанда і Бурунді;
- P. u. alpinus (Ogilvie-Grant, 1906) — гори Рувензорі;
- P. u. dorcadichroa (Reichenow & Neumann, 1895) — південно-східна Кенія, північна і північно-східна Танзанія;
- P. u. fugglescouchmani (Moreau, 1941) — східна Танзанія.

## Поширення і екологія
Брунатні вівчарики живуть в гірських вологих тропічних лісах, сухих тропічних лісах і високогірних чагарникових заростях. Зустрічаються на висоті від 1500 до 4300 м над рівнем моря.